# オスマニイェ級装甲艦
| オスマニイェ級装甲艦               | オスマニイェ級装甲艦 |
| ---------------------------------- | --- |
| 「マフムディイェ 」                | |
| 艦級概観                           | |
| 艦種                               | 装甲艦 |
| 艦名                               | |
| 前級                               | |
| 次級                               | アサル・テヴフィク |
| 性能諸元（（）内は近代化後のもの） | |
| 排水量                             | 常備：6,400トン |
| 全長                               | 89.31m -m（水線長） |
| 全幅                               | 16.99m |
| 吃水                               | 7.8m |
| 機関                               | 型式不明石炭専焼円筒缶6基 +レシプロ1基1軸推進 |
| 最大 出力                          | 3,735hp |
| 最大 速力                          | 12.0ノット（機関航行時） |
| 航続 距離                          | -ノット/-海里 |
| 燃料                               | 石炭：204トン（常備） 750トン（満載） |
| 乗員                               | 340名 |
| 兵装                               | アームストロング 1849年型 22.9cm（13.9口径）単装砲1基 1855年型 20.3cm（14.8口径）単装砲14基 16cm（36ポンド）カノン砲10基 （1892年：クルップ 21cm（35口径）単装砲2基 クルップ 1860年型 15cm（25口径）単装砲8基 クルップ 10.5cm（35口径）単装砲6基 オチキス 4.7cm（43口径）機砲4基 35.6cm単装魚雷発射管4基） |
| 装甲 （鉄製）                      | 舷側：76～140mm 甲板：なし 主砲バーベット部：114～127mm（1895年：250mm） 砲郭部：140mm |

オスマニイェ級装甲艦 (Osmaniye class battleship) は、オスマン帝国海軍がイギリスに一挙4隻を発注した舷側砲郭装甲艦 (装甲フリゲート, Zırhlı fırkateyn)の艦級である。

## 概要
本級はオスマン帝国海軍が自国の黒海沿岸部の防衛のためにイギリスに発注した艦級である。

## 艦形と武装

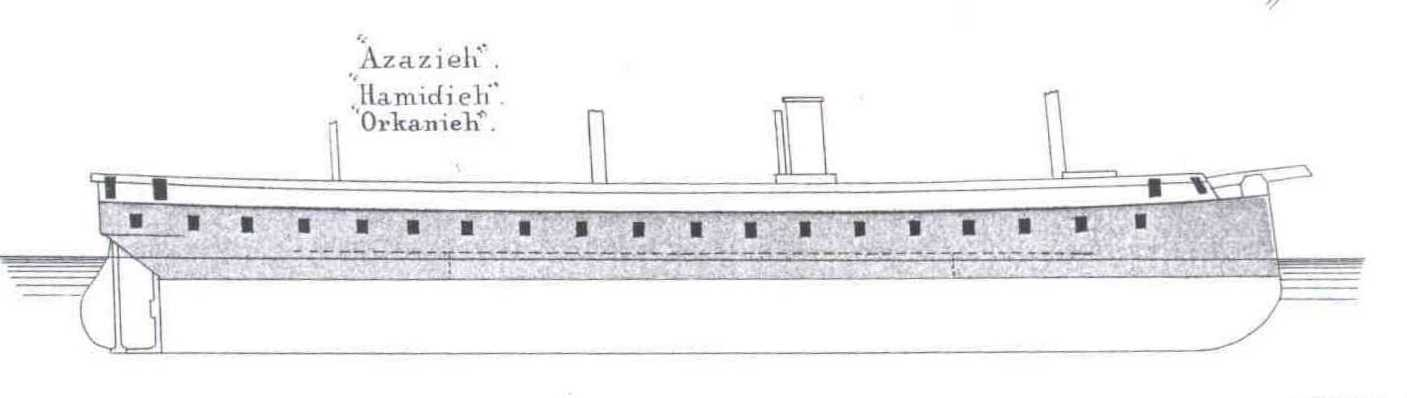
「オルハニイェ」の装甲配置図。

船体の基本形状は艦首水面下に衝角をもつ平甲板型船体に3本のマストと中央部に1本煙突を持つ当時の一般的な装甲艦の形態である。本級は甲板上に主砲の22.9cm（13.9口径）カノン砲が単装砲架で1基が配置されており、主砲の砲架の末部に付いた歯車を、砲員がクランクを回転させて旋回させる事ができた。舷側の砲郭内には副武装として20.3cm（15口径）砲が単装砲架で片舷7基ずつ計14基が配置されており、床面には円弧状のレールで主砲の砲架の末部に付いた歯車を、砲員がクランクを回転させて旋回・移動させる事ができ、少ない門数でも砲身を出した砲門を支点として砲尾部を動かすことにより広い射界が得られた。これにより左右方向に最大で22.9cm砲1門と20.3cm砲7門が指向できた。

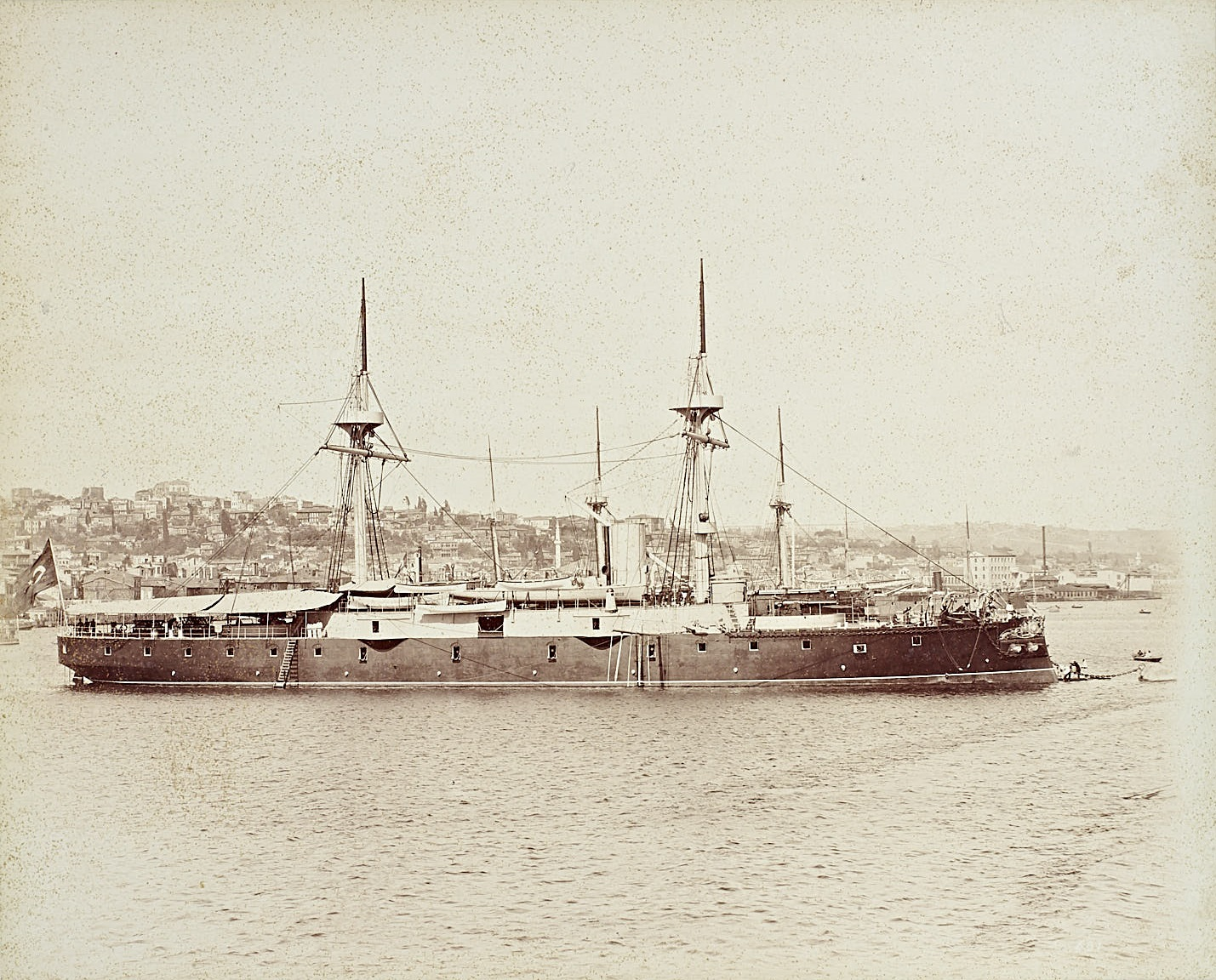
右舷から撮影された近代化改装後の「オスマニイェ」。

本級は1890年から1894年にかけて「オスマニイェ」「アブドゥル・アズィズ 」が、次いで1892年から1894年にかけて「オルハニイェ」「マフムディイェ」がイタリアのアンサルド社イスタンブール造船所にて近代化改装を受け、機関と火砲の換装や船体の延長など大規模な工事が行われた。機関の換装に伴う航続性能向上により帆走設備は廃止されてマストの本数は2本となり艦容は近代化された。煙突は1本のままだが周囲には煙管型の通風筒が立てられた。艦橋を基部に組み込んだ単脚式の前檣には見張り台がある。同じく単脚式の後檣の基部にはジブ・クレーンが付属し、煙突と後檣の間に置かれた艦載艇の運用に使用された。

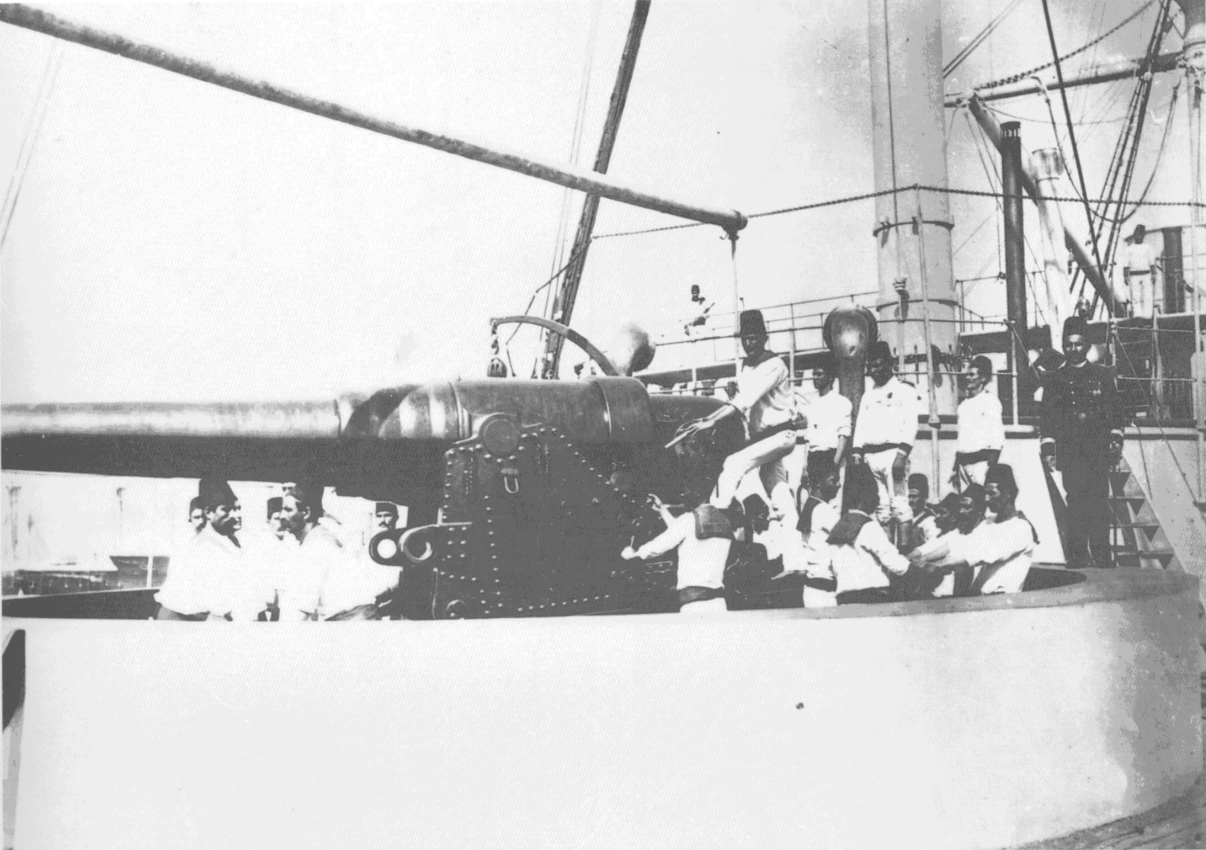
1895年に撮影された近代化改装後の「オスマニイェ」。主砲がクルップ製の24cmカノン砲に換装されている。

武装は全てクルップ社の艦砲に統一され、主砲として船体の前後甲板上に「オスマニイェ」「アブドゥル・アズィズ 」は「21cm（35口径）単装砲」、「オルハニイェ」「マフムディイェ」が「24cm（32口径）単装砲」搭載した。これを収めた露砲塔が1基ずつ計2基が配置され、副砲として舷側砲郭部に「15cm（25口径）砲」が単装砲架で片舷4基ずつ計8基が配置された。ほかに「10.5cm（35口径）砲」が単装砲架で6基、近接戦闘用としてオチキス社の4.7cm（43口径）機砲が4基搭載された。対艦攻撃用として35cm単装魚雷発射管2基が搭載された。この武装配置により前後方向に21cm砲1門が、左右方向には21cm砲2門と15.2cm砲4門が指向できた。

## 同型艦
- オスマニイェ (Osmaniye)

1863年にグラスゴー造船所で起工、1864年9月に進水、1865年12月に竣工、1870年に購入。1892年にイタリアのアンサルド社ジェノヴァ造船所で近代化改装実施。1913年に艦籍変更、1920年に除籍後、解体処分。
- マフムディイェ (Mahmudieh)

1863年にテムズ造船所で起工、1864年12月に進水、1865年12月に竣工、1870年に購入。1895年にイタリアのアンサルド社ジェノヴァ造船所で近代化改装実施。1913年に艦籍変更、1920年に除籍後、解体処分。
- アブドゥル・アズィズ (Abdul Aziz)

1863年にグラスゴー造船所で起工、1865年に進水、1865年12月に竣工、1870年に購入。1890年～1891年にイタリアのアンサルド社ジェノヴァ造船所で近代化改装実施。1913年に艦籍変更、1920年に除籍後、解体処分。
- オルハニイェ (Orkanieh)

1865年6月26日にグラスゴー造船所で起工、1866年6月に進水、1866年に竣工後購入。1890年～1891年にイタリアのアンサルド社ジェノヴァ造船所で近代化改装実施。1913年に艦籍変更、1920年に除籍後、解体処分。

## 参考図書
- 「Conway All The World's Fightingships 1860-1905」（Conway）